# Балканит
Балканит (MMA (IMA) символ: Bkn) е минерал, открит през 1961 – 1962 г. от Васил A. Атанасов заедно със Симеон Стойнов и Т. Лилов. Васил Атанасов го описва по-късно заедно с Георги Николов Киров и го назовава със старото име на Стара планина. По химичен състав е медно-сребърен живачен сулфид с формула Cu9Ag5HgS8.
Намерен е за първи път в полиметално находище Седмочисленици, Врачанско, сред медни руди заедно с минералите халкоцит, дигенит, халкопирит, самородно сребро със съдържание на живак, самороден бисмут и др. Среща се като редки зърна с размери до 2 – 3 μm и в удължени кристалчета от 0,01 до 0,2 mm. Има стоманеносив цвят с метален блясък.